# عين كعام
عين كعام وهي عين للمياه العذبة تنبع من باطن الأرض وتمتد مسافة 1.5 كيلو متر من بوابة كعام إلى أن تصب في البحر وعلى ضفافها كثافة عالية من الأشجار ويوجد بها أسماك المياه العذبة وطيور البط وتعتبر مكان مثالي للنزهة.

## الموقع الجغرافي
توجد عين كعام في مدينة زليتن ليبيا في منطقة كعام بزليتن وهي منطقة ساحلية تمتد على ساحل البحر الأبيض المتوسط وتتميز بجوها المعتدل والمطير شتاء وأرضها الخصبة جدا والتي يوجد بها أيضا سد وادي كعام أكبر سد ترابي بالعالم.